# Rhina
Rhina is een monotypisch geslacht van vissen uit de familie van de Rhinidae. Het geslacht telt maar één soort (Rhina ancylostoma), een zoutwatervis.

## Soort
- Rhina ancylostoma Bloch & Schneider, 1801